# Partecipanti ai Campionati del mondo di ciclismo su strada 2024 - Gara in linea maschile Elite
Elenco dei partecipanti alla Gara in linea maschile Elite dei Campionati del mondo di ciclismo su strada 2024.
La Gara in linea maschile Elitè ai Campionati del mondo di ciclismo su strada 2024 è stata la novantasettesima edizione della corsa. Alla competizione presero parte 57 squadre nazionali, per un totale di 196 ciclisti accreditati alla partenza.

## Corridori per squadra
Nota: R ritirato, NP non partito, FT fuori tempo, SQ squalificato
| Olanda             | Olanda                 | Olanda             | Belgio        | Belgio              | Belgio        | Slovenia       | Slovenia              | Slovenia       |
| ------------------ | ---------------------- | ------------------ | ------------- | ------------------- | ------------- | -------------- | --------------------- | -------------- |
| N°                 | Ciclista               | Clas.              | N°            | Ciclista            | Clas.         | N°             | Ciclista              | Clas.          |
| 1                  | Mathieu van der Poel   | 3°                 | 10            | Remco Evenepoel     | 5°            | 18             | Matevž Govekar        | R              |
| 2                  | Sjoerd Bax             | R                  | 11            | Tiesj Benoot        | R             | 19             | Luka Mezgec           | R              |
| 3                  | Daan Hoole             | R                  | 12            | Victor Campenaerts  | R             | 20             | Matic Žumer           | R              |
| 4                  | Wilco Kelderman        | 31°                | 13            | Laurens De Plus     | R             | 21             | Domen Novak           | R              |
| 5                  | Bart Lemmen            | r                  | 14            | Quinten Hermans     | R             | 22             | Tadej Pogačar         | 1°             |
| 6                  | Bauke Mollema          | 12°                | 15            | Jasper Stuyven      | R             | 23             | Jaka Primožič         | R              |
| 7                  | Sam Oomen              | 49°                | 16            | Maxim Van Gils      | 51°           | 24             | Primož Roglič         | 64°            |
| 8                  | Oscar Riesebeek        | R                  | 17            | Tim Wellens         | R             | 25             | Jan Tratnik           | R              |
| 9                  | Frank van den Broek    | R                  |               |                     |               |                |                       |                |
| Spagna             | Spagna                 | Spagna             | Italia        | Italia              | Italia        | Danimarca      | Danimarca             | Danimarca      |
| N°                 | Ciclista               | Clas.              | N°            | Ciclista            | Clas.         | N°             | Ciclista              | Clas.          |
| 26                 | Roger Adrià            | 11°                | 34            | Andrea Bagioli      | R             | 42             | Jakob Fuglsang        | R              |
| 27                 | Alex Aranburu          | 58°                | 35            | Mattia Cattaneo     | 63°           | 43             | Mikkel Honoré         | 52°            |
| 28                 | Juan Ayuso             | 26°                | 36            | Giulio Ciccone      | 25°           | 44             | Mattias Skjelmose     | R              |
| 29                 | Pello Bilbao           | R                  | 37            | Lorenzo Rota        | 43°           | 45             | Kasper Asgreen        | R              |
| 30                 | Pablo Castrillo        | 62°                | 38            | Antonio Tiberi      | 69°           | 46             | Magnus Cort Nielsen   | 24°            |
| 31                 | Mikel Landa            | R                  | 39            | Diego Ulissi        | 48°           | 47             | Mads Pedersen         | 13°            |
| 32                 | Enric Mas              | 8°                 | 40            | Edoardo Zambanini   | 45°           | 48             | Michael Valgren       | R              |
| 33                 | Carlos Rodríguez       | 59°                | 41            | Filippo Zana        | 66°           | 49             | Frederik Wandahl      | 23°            |
| Francia            | Francia                | Francia            | Gran Bretagna | Gran Bretagna       | Gran Bretagna | Australia      | Australia             | Australia      |
| N°                 | Ciclista               | Clas.              | N°            | Ciclista            | Clas.         | N°             | Ciclista              | Clas.          |
| 50                 | Julian Alaphilippe     | R                  | 58            | Mark Donovan        | R             | 66             | Chris Hamilton        | R              |
| 51                 | Romain Bardet          | 10°                | 59            | James Knox          | R             | 67             | Jai Hindley           | 18°            |
| 52                 | Julien Bernard         | R                  | 60            | Oscar Onley         | 16°           | 68             | Michael Matthews      | R              |
| 53                 | David Gaudu            | 33°                | 61            | Thomas Pidcock      | 57°           | 69             | Ben O'Connor          | 2°             |
| 54                 | Romain Grégoire        | 38°                | 62            | Jake Stewart        | R             | 70             | Nick Schultz          | 46°            |
| 55                 | Valentin Madouas       | 22°                | 63            | Stephen Williams    | R             | 71             | Michael Storer        | R              |
| 56                 | Rudy Molard            | 61°                | 64            | Adam Yates          | 30°           | 72             | Harry Sweeny          | R              |
| 57                 | Pavel Sivakov          | 35°                | 65            | Simon Yates         | 68°           | 73             | Jay Vine              | R              |
| Svizzera           | Svizzera               | Svizzera           | Stati Uniti   | Stati Uniti         | Stati Uniti   | Colombia       | Colombia              | Colombia       |
| N°                 | Ciclista               | Clas.              | N°            | Ciclista            | Clas.         | N°             | Ciclista              | Clas.          |
| 74                 | Silvan Dillier         | R                  | 80            | Matteo Jorgenson    | 34°           | 88             | Santiago Buitrago     | R              |
| 75                 | Marc Hirschi           | 6°                 | 81            | Brandon McNulty     | 17°           | 89             | Daniel Martínez       | 60°            |
| 76                 | Johan Jacobs           | R                  | 82            | Neilson Powless     | 39°           | 90             | Einer Rubio           | 79°            |
| 77                 | Stefan Küng            | 37°                | 83            | Riley Sheehan       | R             | 91             | Harold Tejada         | 40°            |
| 78                 | Fabian Lienhard        | R                  | 84            | Magnus Sheffield    | 47°           | 92             | Walter Vargas         | R              |
| 79                 | Mauro Schmid           | R                  | 85            | Quinn Simmons       | 9°            |                |                       |                |
|                    |                        |                    | 86            | Kevin Vermaerke     | 19°           |                |                       |                |
| 87                 | Lawrence Warbasse      | 70°                |               |                     |               |                |                       |                |
| Norvegia           | Norvegia               | Norvegia           | Germania      | Germania            | Germania      | Ecuador        | Ecuador               | Ecuador        |
| N°                 | Ciclista               | Clas.              | N°            | Ciclista            | Clas.         | N°             | Ciclista              | Clas.          |
| 93                 | Jonas Abrahamsen       | R                  | 99            | Marco Brenner       | R             | 105            | Jonathan Caicedo      | R              |
| 94                 | Tobias Foss            | R                  | 100           | Simon Geschke       | 36°           | 107            | Alexander Cepeda      | R              |
| 95                 | Markus Hoelgaard       | 14°                | 101           | Florian Lipowitz    | 28°           |                |                       |                |
| 96                 | Tobias Johannessen     | 41°                | 102           | Max Schachmann      | R             |                |                       |                |
| 97                 | Andreas Leknessund     | 75°                | 103           | Georg Steinhauser   | 50°           |                |                       |                |
| 98                 | Johannes Staune-Mittet | 56°                | 104           | Georg Zimmermann    | 15°           |                |                       |                |
| Eritrea            | Eritrea                | Eritrea            | Nuova Zelanda | Nuova Zelanda       | Nuova Zelanda | Portogallo     | Portogallo            | Portogallo     |
| N°                 | Ciclista               | Clas.              | N°            | Ciclista            | Clas.         | N°             | Ciclista              | Clas.          |
| 108                | A. Gebreigzabhier      | R                  | 113           | George Bennett      | R             | 116            | Ivo Oliveira          | R              |
| 109                | Biniam Girmay          | R                  | 114           | Finn Fisher-Black   | R             | 117            | Rui Oliveira          | R              |
| 110                | Henok Mulubrhan        | R                  | 115           | Reuben Thompson     | 73°           | 118            | Rui Costa             | 42°            |
| 111                | Natnael Tesfatsion     | 53°                |               |                     |               | 119            | Nelson Oliveira       | 55°            |
| 112                | Dawit Yemane           | R                  | 120           | Afonso Eulálio      | R             |                |                       |                |
|                    |                        |                    | 121           | João Almeida        | R             |                |                       |                |
| Atleti neutrali    | Atleti neutrali        | Atleti neutrali    | Irlanda       | Irlanda             | Irlanda       | Austria        | Austria               | Austria        |
| N°                 | Ciclista               | Clas.              | N°            | Ciclista            | Clas.         | N°             | Ciclista              | Clas.          |
| 122                | Aleksandr Vlasov       | 32°                | 123           | Eddie Dunbar        | 67°           | 127            | Tobias Bayer          | R              |
|                    |                        |                    | 124           | Ben Healy           | 7°            | 128            | Felix Gall            | R              |
| 125                | Conn McDunphy          | R                  | 129           | Michael Gogl        | R             |                |                       |                |
| 126                | Archie Ryan            | 21°                | 130           | Felix Großschartner | 29°           |                |                       |                |
|                    |                        |                    | 131           | Seb Schönberger     | 76°           |                |                       |                |
| 132                | Emanuel Zangerle       | R                  |               |                     |               |                |                       |                |
| Cechia             | Cechia                 | Cechia             | Canada        | Canada              | Canada        | Lettonia       | Lettonia              | Lettonia       |
| N°                 | Ciclista               | Clas.              | N°            | Ciclista            | Clas.         | N°             | Ciclista              | Clas.          |
| 133                | Michael Boroš          | R                  | 137           | Guillaume Boivin    | NP            | 141            | Alekss Krasts         | R              |
| 134                | Jakub Otruba           | R                  | 138           | Pier-André Côté     | 44°           | 142            | Emīls Liepiņš         | R              |
| 135                | Michal Schlegel        | R                  | 139           | Derek Gee           | R             | 143            | Krists Neilands       | 71°            |
| 136                | Mathias Vacek          | 20°                | 140           | Michael Woods       | 54°           | 144            | Toms Skujiņš          | 4°             |
| Kazakistan         | Kazakistan             | Kazakistan         | Polonia       | Polonia             | Polonia       | Venezuela      | Venezuela             | Venezuela      |
| N°                 | Ciclista               | Clas.              | N°            | Ciclista            | Clas.         | N°             | Ciclista              | Clas.          |
| 145                | Gleb Brusenskij        | R                  | 149           | Marcin Budziński    | R             | 153            | Leangel Linarez       | R              |
| 146                | Igor' Čžan             | R                  | 150           | Filip Maciejuk      | R             | 154            | Anderson Paredes      | R              |
| 147                | Evgenij Fëdorov        | R                  | 151           | Łukasz Owsian       | 77°           | 155            | Francisco Peñuela     | R              |
| 148                | Anton Kuzmin           | R                  | 152           | Piotr Pekala        | R             |                |                       |                |
| Ungheria           | Ungheria               | Ungheria           | Messico       | Messico             | Messico       | Uruguay        | Uruguay               | Uruguay        |
| N°                 | Ciclista               | Clas.              | N°            | Ciclista            | Clas.         | N°             | Ciclista              | Clas.          |
| 156                | Márton Dina            | 78°                | 159           | Edgar Cadena        | 74°           | 163            | Eric Fagúndez         | 81°            |
| 157                | Erik Fetter            | R                  | 160           | Ulises Castillo     | R             | 164            | Tomas Silva           | 80°            |
| 158                | Attila Valter          | 27°                | 161           | M. A. Diaz Herrera  | R             |                |                       |                |
|                    |                        |                    | 162           | Eder Frayre         | R             |                |                       |                |
| Lussemburgo        | Lussemburgo            | Lussemburgo        | Algeria       | Algeria             | Algeria       | Estonia        | Estonia               | Estonia        |
| N°                 | Ciclista               | Clas.              | N°            | Ciclista            | Clas.         | N°             | Ciclista              | Clas.          |
| 165                | Kevin Geniets          | R                  | 169           | Hamza Mansouri      | R             | 170            | Madis Mihkels         | R              |
| 166                | Bob Jungels            | 65°                |               |                     |               | 171            | Markus Pajur          | R              |
| 167                | Michel Ries            | R                  |               |                     |               |                |                       |                |
| 168                | Luc Wirtgen            | R                  |               |                     |               |                |                       |                |
| Mauritius          | Mauritius              | Mauritius          | Sudafrica     | Sudafrica           | Sudafrica     | Mongolia       | Mongolia              | Mongolia       |
| N°                 | Ciclista               | Clas.              | N°            | Ciclista            | Clas.         | N°             | Ciclista              | Clas.          |
| 172                | Alexandre Mayer        | R                  | 173           | Louis Meintjes      | R             | 176            | Jambaljamts Sainbayar | R              |
|                    |                        |                    | 174           | Callum Ormiston     | R             |                |                       |                |
| Giappone           | Giappone               | Giappone           | Slovacchia    | Slovacchia          | Slovacchia    | Cina           | Cina                  | Cina           |
| N°                 | Ciclista               | Clas.              | N°            | Ciclista            | Clas.         | N°             | Ciclista              | Clas.          |
| 177                | Yukiya Arashiro        | R                  | 178           | Lukáš Kubiš         | 72°           | 179            | Lü Xianjing           | R              |
| Panama             | Panama                 | Panama             | Uzbekistan    | Uzbekistan          | Uzbekistan    | Grecia         | Grecia                | Grecia         |
| N°                 | Ciclista               | Clas.              | N°            | Ciclista            | Clas.         | N°             | Ciclista              | Clas.          |
| 180                | Roberto González       | R                  | 181           | Dmitriy Bocharov    | R             | 182            | Periklis Ilias        | R              |
| Brasile            | Brasile                | Brasile            | Israele       | Israele             | Israele       | Tailandia      | Tailandia             | Tailandia      |
| N°                 | Ciclista               | Clas.              | N°            | Ciclista            | Clas.         | N°             | Ciclista              | Clas.          |
| 183                | Armando Camargo        | R                  | 184           | Nadav Raisberg      | R             | 185            | Tullatorn Sosalam     | R              |
| Svezia             | Svezia                 | Svezia             | Cile          | Cile                | Cile          | Bermuda        | Bermuda               | Bermuda        |
| N°                 | Ciclista               | Clas.              | N°            | Ciclista            | Clas.         | N°             | Ciclista              | Clas.          |
| 186                | Lucas Eriksson         | R                  | 187           | Carlos Oyarzún      | R             | 188            | Kaden Hopkins         | R              |
| Guatemala          | Guatemala              | Guatemala          | Romania       | Romania             | Romania       | Honduras       | Honduras              | Honduras       |
| N°                 | Ciclista               | Clas.              | N°            | Ciclista            | Clas.         | N°             | Ciclista              | Clas.          |
| 189                | Sergio Chumil          | R                  | 190           | Iustin-Ioan Văidian | R             | 191            | Fredd Matute          | R              |
| Belize             | Belize                 | Belize             | Monaco        | Monaco              | Monaco        | Team rifugiati | Team rifugiati        | Team rifugiati |
| N°                 | Ciclista               | Clas.              | N°            | Ciclista            | Clas.         | N°             | Ciclista              | Clas.          |
| 192                | Cory Williams          | R                  | 193           | Victor Langellotti  | R             | 194            | Amir Ansari           | R              |
|                    |                        |                    |               |                     |               | 195            | Ahmad Wais            | R              |
| Città del Vaticano | Città del Vaticano     | Città del Vaticano | Qatar         | Qatar               | Qatar         | Malta          | Malta                 | Malta          |
| N°                 | Ciclista               | Clas.              | N°            | Ciclista            | Clas.         | N°             | Ciclista              | Clas.          |
| 196                | Rien Schuurhuis        | R                  | 197           | Fadhel Al Khater    | R             | 201            | Andrea Mifsud         | R              |